# Tésztaerjesztés
A tésztaerjesztés egy kelesztő eljárás, amelynek során a tésztát az alkoholos erjedésnél keletkező szén-dioxid lazítja.

## Története
Már az ókori rómaiak is ismerték és kedvelték a kenyeret, amelynek fogyasztása a Római birodalom bukása után fennmaradt az utána következő kultúrák és civilizációk életvitelében is. Ahhoz azonban több évszázados fejlődés kellett, míg a lapkenyérből tésztaerjesztéssel másféle, új kenyér keletkezett, ugyanakkor a gabonavetés módszeressé válásával a minőség is javulni kezdett.
A magyar táplálkozáskultúrában a főtt tészta a kora újkorban vált általánossá, előtte a középkorban az erjesztett kenyereket fogyasztották.

## A tésztaerjesztés  műveletei
„Hatékonysága a liszt kémiai és fizikai tulajdonságaitól (cukortartalom, gázvisszatartó képesség) és magának a tésztaerjesztésnek megoldásától függ. Ez utóbbi épülhet egészben vagy részben a spontán erjedés kihasználására vagy erjesztőanyag alkalmazására. Gabonaőrlemény és víz keverékében erjedést előidéző mikroorganizmusok nagy számban vannak. Többségük a gabonamagvakkal kerül ide a természetből, és őrlés után is főként a héj származékain, a korpaszemcsékhez tapadva helyezkedik el. Liszt és víz keverékében a mikroorganizmusok szaporodásnak indulnak és közben a cukrokat bontják. Mivel itt nem az alkoholos erjedés dominál, spontán erjedésre alapozott tésztaerjesztéssel jól kelesztett, laza bélű, magas kenyeret nem lehet sütni. Több lépcsős tésztaerjesztés kiinduló lépéseként viszont a spontán erjesztés hátrány nélkül alkalmazható. A tésztaerjesztés céljára készült erjesztőanyagok elszaporítva, többé-kevésbé a kívánatos választékban tartalmazzák az erjesztő mikroorganizmusokat. Ezeket alkoholos italok erjedésénél, gabonaőrlemény és víz keverékének spontán erjedésével, vagy már erjesztett nyerstésztából nyerik (→ élesztő, → kovászmag, → tartósított erjesztőanyag). – A kenyértészta kelesztése erjesztőanyag alkalmazásával is hatékonyabb akkor, ha nem egyszerre, hanem több részletben történik. Először az erjesztőanyaggal a → kovászt, majd ezzel a hozzádagasztott tésztát erjesztik. E két szakaszban azonos mikrobiológiai folyamatok játszódnak le. A kovász érlelését követő dagasztásnál, majd a tészta érlelését követő szakításnál, a kenyerek kialakításánál a fizikai beavatkozás következtében az addig keletkezett szén-dioxid nagy része eltávozik a tésztából. Ezért igen lényeges, hogy a kenyerek megformálása és sütése között is maradjon idő a tészta erjedésére, hiszen az ekkor keletkező szén-dioxidot fizikai beavatkozás már nem éri. A sütőipari szakterminológiában szűkebb értelemben a tészta erjesztésének – érlelésének csak ezt az utolsó szakaszát nevezik kelesztésnek. – Jól kelesztett, laza bélű tésztát a legelőnyösebb tésztaerjesztéssel is csak búzából és rozsból lehet sütni. A többi gabonafélék és a kukorica tésztája nem tartja magában a kelesztésnél keletkező szén-dioxidot, ezenkívül egy részük az alacsonyabban erjeszthető cukortartalmuk miatt is kevésbé keleszthető. Sikérvázat egyedül a búza fehérjéi képeznek, vagyis ez a tészta tartja meg sütésnél is tökéletesen a kelesztés idején nyert laza szerkezetet. – A legfontosabb kelt tésztaétel, a → kenyér készítésénél a tésztaerjesztésnek a részletmegoldások igen különböző kombinációit mutató változatai szokásosak a legújabb korig Európában. A hazai megoldások a leghatásosabbak közé tartoznak (→ még: sütőipar). – A néphit mindenütt, ahol rendszeres házi kenyérkészítés folyik, számos tilalommal védi a kenyér nyersanyagait, eszközeit, a tésztaerjesztés leglényegesebb mozzanatait (kölcsönzés tilalma, a munka idején vendég nem érkezhet stb.). A tésztaerjesztés optimális körülményeinek tudományos feltárása igazolta, hogy a tilalmak többsége valóban hatásos, mert védi a tésztát a nemkívánatos mikroorganizmusokkal való szennyeződéstől, előnytelen külső hőmérsékleti hatástól.”